# Ecuatoriana de Aviación
Empresa Ecuatoriana de Aviación, più comunemente conosciuta semplicemente come Ecuatoriana, era la compagnia aerea di bandiera dell'Ecuador. Il vettore subì una pausa operativa tra il settembre 1993 e l'agosto 1995, riprendendo le operazioni il 23 giugno 1996, dopo che la VASP divenne l'azionista di controllo. La compagnia aerea ha cessato le operazioni definitivamente nel 2006.

## Storia

### Compañía Ecuatoriana de Aviación
Compañia Ecuatoriana de Aviación (CEA) (inglese: Ecuadorian Aviation Company) venne fondata nel maggio 1957, dopo che un gruppo di investitori americani ed ecuadoriani aveva deciso di creare una compagnia aerea. All'inizio, il 50% era di proprietà di americani. Le operazioni iniziarono nell'agosto 1957. Al servizio di un paese relativamente piccolo, la compagnia aerea disponeva di una flotta variegata composta da Curtiss C-46, Douglas DC-4, Douglas DC-6 e un Junkers K 16. Gli Junkers erano una rarità, poiché erano già considerati dei classici all'epoca.
Ecuatoriana iniziò da subito a servire destinazioni nazionali e internazionali. Le rotte internazionali erano viaggi piuttosto lunghi: c'erano jet già in funzione quando Ecuatoriana iniziò a volare (prima che il Boeing 707 facesse il suo primo volo), ma erano prevalentemente utilizzati dalle compagnie aeree europee. L'attrezzatura di Ecuatoriana necessitava di uno scalo a Panama per la sua prima rotta internazionale, da Quito a Miami. Allo stesso modo, le rotte da Quito e Guayaquil a Santiago del Cile includevano scali a Lima, in Perù.
La livrea della compagnia aerea presentava un logo a coda di rondine con strisce diagonali blu e bianche alternate. La compagnia aerea operava i servizi passeggeri di linea a lungo raggio con i Lockheed L-188 Electra, inclusa la rotta chiave Quito-Bogotà-Miami, tra marzo 1967 e marzo 1975.

### Empresa Ecuatoriana de Aviación

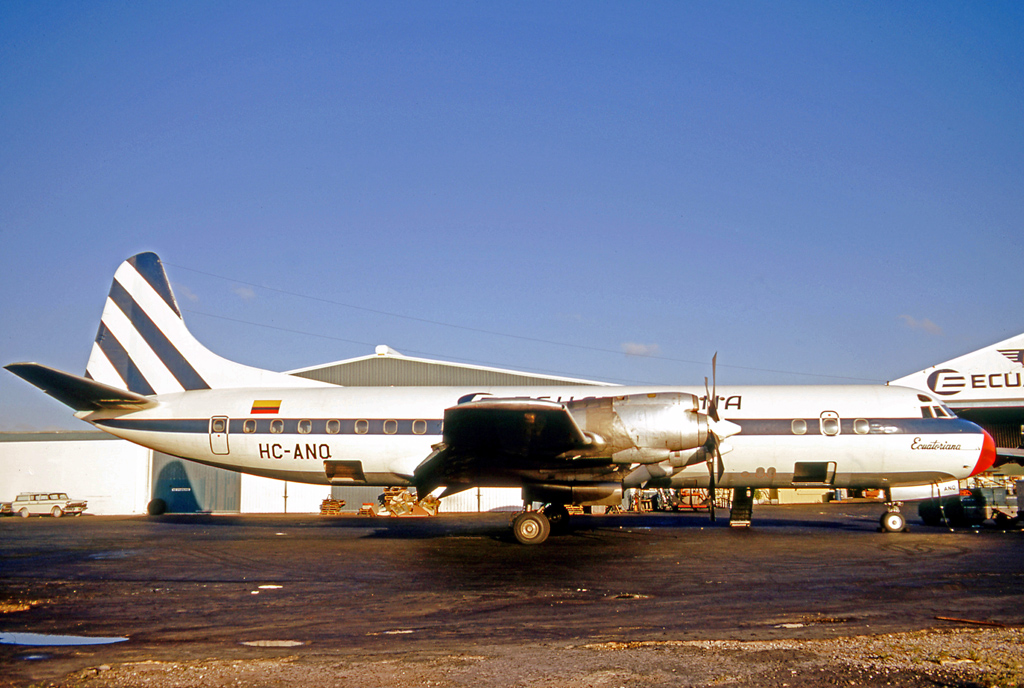
Un L-188 Electra a Miami nel 1971.

Gli investitori americani si ritirarono dalla società all'inizio degli anni '70, spingendo alla creazione di una nuova società. Empresa Ecuatoriana de Aviación, una società di proprietà statale, rilevò le rotte, le responsabilità e le attività della CEA. Venne fondata nel luglio 1974, diventando la compagnia di bandiera dell'Ecuador. A quell'epoca, la compagnia aveva modernizzato la sua flotta per includere il Boeing 707, e una nuova livrea colorata "arcobaleno" attirava gli osservatori in nuove destinazioni come l'aeroporto Internazionale John F. Kennedy di New York e l'aeroporto Internazionale di Buenos Aires Ezeiza. Alcuni degli aerei di Ecuatoriana diventarono tele volanti per opere d'arte astratte. Questi velivoli distintamente dipinti erano visti come una risposta a quelli di Braniff. Durante la fine degli anni '70 e l'inizio degli anni '80, Braniff era il principale concorrente di Ecuatoriana su molte rotte, tra cui la Miami-Quito e la Miami/Guayaquil.
Negli anni '70, la maggior parte delle compagnie aeree nazionali sudamericane erano gestite da forze aeree nazionali. Attraverso il ministero della Difesa, l'aeronautica militare ecuadoriana acquistò due Boeing 707 ricondizionati per la compagnia aerea dalla Israeli Aircraft Industries in un accordo del valore di 4.700.000 USD (equivalente a 24.365.789 USD nel 2019). Ecuatoriana acquisì anche un Douglas DC-10 da Swissair e aprì rotte non-stop verso il Canada.
Ecuatoriana aprì anche voli verso destinazioni come Città del Messico, Messico, e Madrid, Spagna. Le rotte da Quito e Guayaquil verso Madrid, in particolare, si dimostrarono estremamente competitive, poiché Iberia era popolare tra i viaggiatori che volavano su queste due rotte.
Durante gli anni '80, Ecuatoriana de Aviación iniziò a condurre affari con il consorzio europeo Airbus, acquistando gli Airbus A310. Ecuatoriana debuttò con 2 esemplari all'inizio degli anni '90.

### Collasso

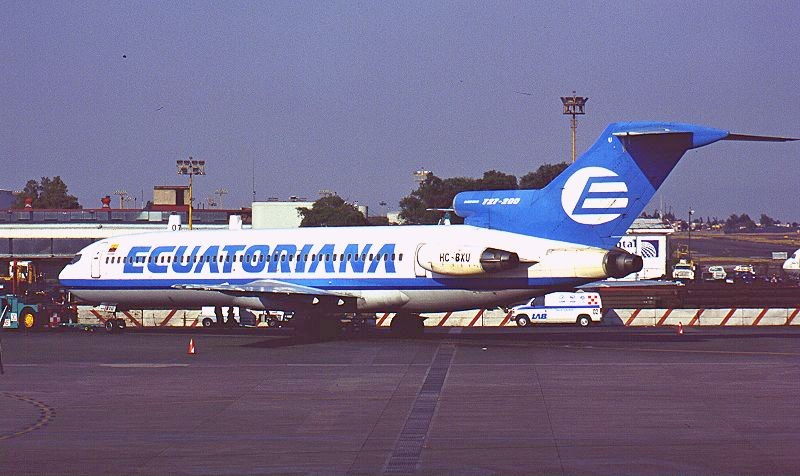
Un Boeing 727-200 a Città del Messico nel 2000.

Le voci secondo cui i funzionari del governo facevano volare gratuitamente i loro familiari sugli aerei di Ecuatoriana danneggiarono la reputazione della compagnia. Durante la fine degli anni '80, Ecuatoriana aveva la reputazione di essere inaffidabile. I lunghi ritardi e le cancellazioni dei voli erano all'ordine del giorno. Di fronte a questi problemi, nonché alla concorrenza di altri vettori come SAETA, American Airlines (che aveva assunto le rotte per l'America Latina di Eastern Air Lines nel 1990) e Continental Airlines, che avevano iniziato a servire l'Ecuador negli anni '90, portarono Ecuatoriana a cessare l'attività.
Colpita dalla crisi economica generale del Sud America negli anni '90, Ecuatoriana incontrò profondi problemi finanziari. La compagnia aerea smise di volare alla fine di settembre 1993. Alcuni dei suoi aerei in leasing, due A310 affittati direttamente da Airbus e l'unico DC-10, vennero ripresi con quest'ultimo bloccato a Panama poiché Ecuatoriana non era in grado di soddisfare il contratto di locazione. Ecuatoriana fu costretta a fare affidamento sui concorrenti TAME e SAETA per volare sulle sue rotte nord e sudamericane, dopo che un accordo con la costaricana LACSA era fallito. Alla fine del 1994, SAETA fece un'offerta da 31 milioni di dollari nel tentativo di acquisire Ecuatoriana, ma non andò a buon fine.

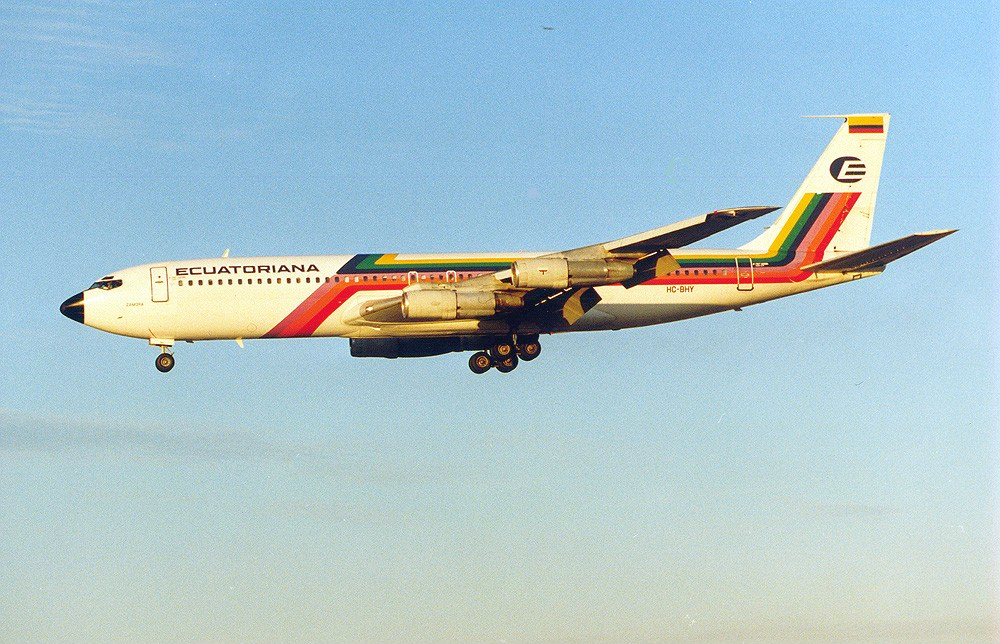
Un Boeing 707-320B in atterraggio a Miami nel 1992.

Dopo un lungo processo di privatizzazione, con la partecipazione di ACES, Air France, British Aerospace, Carnival Airlines, Challenge Air Cargo, Continental Airlines, Aerogal e TACA, il consorzio guidato dalla compagnia aerea brasiliana VASP (e l'investitore locale Juan Eljuri) vinse l'offerta attraverso le borse di Guayaquil e Quito, acquistando il 50,1% nell'agosto 1995 (a $ 1500 per azione), con un piano aziendale quinquennale e un'iniezione effettiva di $ 10 milioni durante l'asta. Il governo mantenne il restante 49,9% e il 25% delle rimanenti azioni (amministrate da TAME), con il 24,9% da vendere entro sei mesi. Il processo non fu esente da controversie politiche.
Con la privatizzazione completata, Ecuatoriana ricevette alcuni Boeing 727, ridipinti a Miami e all'aeroporto Internazionale di Tucson, in Arizona. Nel 1996 furono riavviati i brevi servizi nazionali e internazionali, con una livrea che ricordava quella di VASP. Un singolo DC-10, anch'esso preso in prestito dalla VASP, permise alla compagnia aerea di reintrodurre i servizi verso l'aeroporto di Madrid-Barajas.
Il marzo 2000 vide la compagnia aerea volare a Buenos Aires, Cancún, Guayaquil, Manaus, Città del Messico, Città di Panama e Santiago utilizzando un Airbus A310-300, tre Boeing 727-200 e un McDonnell Douglas DC-10-30. Quell'anno, Ecuatoriana fu coinvolta in un collasso generale dell'economia dell'Ecuador e ancora una volta si trovò in difficoltà finanziarie, e VASP decise di vendere la sua parte della compagnia aerea, con Aero Continente e Lan Chile glu unici offerenti in quel momento. Nonostante le affermazioni secondo cui Lan Chile non era interessata a Ecuatoriana, il vettore cileno stava operando con i propri aerei per conto di Ecuatoriana sulle rotte redditizie verso gli Stati Uniti dopo che gli aerei di Ecuatoriana furono ripresi dai locatori alla fine del 2000. A seguito del rigetto dell'offerta di Aero Continente e della sospensione del certificato di operatore aereo di Ecuatoriana, l'autorità per l'aviazione civile dell'Ecuador autorizzò Lan Chile ad avviare una sussidiaria denominata Lan Ecuador per volare su molte rotte internazionali precedentemente gestite da Ecuatoriana.

## Flotta

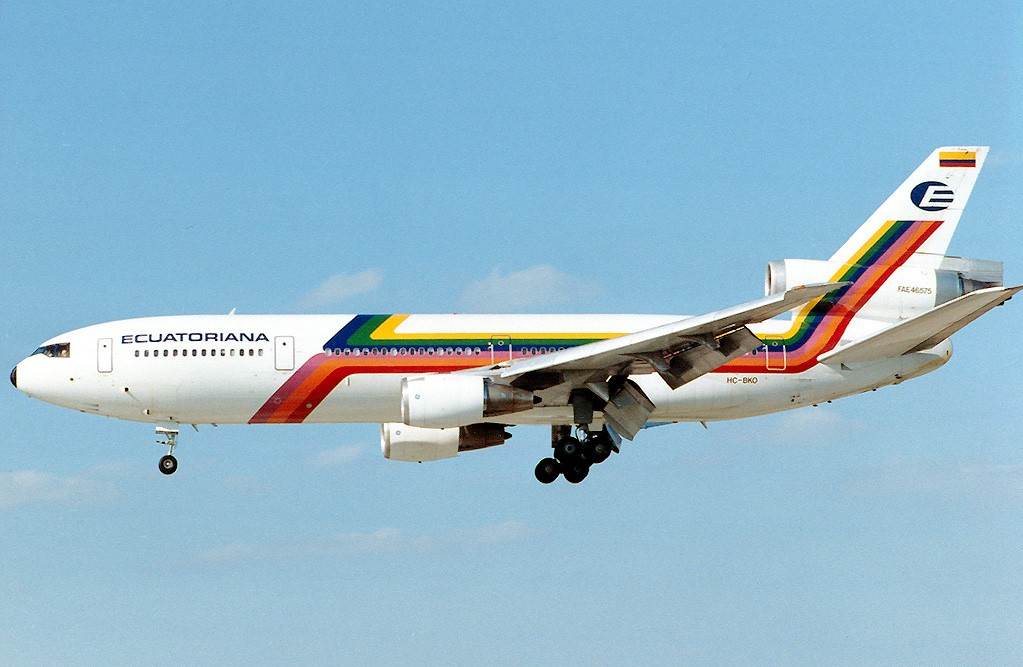
Un McDonnell Douglas DC-10-30 in atterraggio a Miami nel 1993.

La compagnia aerea utilizzò i seguenti aerei in vari momenti durante la sua storia:
- Airbus A310-300
- Boeing 707-320B
- Boeing 707-320C
- Boeing 720B
- Boeing 727-200
- Douglas DC-4
- Douglas DC-6
- Lockheed L-188 Electra
- McDonnell Douglas DC-10-30

## Incidenti
- Il 14 aprile 1970, un Douglas C-54 Skymaster, marche HC-AON, dopo un decollo strumentale dalla pista 27R per un volo da Miami verso Quito via Panama, raggiunse un'altezza di 50 piedi prima di iniziare a scendere. L'aereo si schiantò oltre la pista e scivolò per 890 piedi prima di colpire una barriera di cemento. Si registrarono due vittime.[10]